# Шнапер, Борис Израилевич
Борис Израилевич Шнапер (17 января 1936, Москва — 23 ноября 1982, там же) — советский композитор и музыкальный педагог.

## Биография
Окончил музыкально-педагогический институт им. Гнесиных (класс композиции Н. И. Пейко).

### Семья
Родители — Израиль Павлович Шнапер (1903—1941, погиб на фронте) и Екатерина Леонидовна Лозовская.
Сын — Алексей Борисович Желтов (род. 1975), предприниматель.

## Творчество
для голоса
- песни[2], романсы
- обработки народных песен
- песни для детей
  - «В мире много сказок» (1983)

для хора
- 6 вокальных циклов

для оркестра
- три симфонии[3]
- 4 сюиты (в том числе «В школе»)
- Симфониетта на чечено-ингушские темы
- поэма «Легенда об Асланбеке Шерипове»

для скрипки и для фортепиано
- соната

для фортепиано
- семь прелюдий
- цикл «Времена года»
- цикл «Образы и настроения», он освоил жанр

музыка для кино, мультфильмов
- «Месяц доброго солнца» (документальный, 1965)
- «Москвичи в сорок первом» (документальный, 1965)
- «Командоры» (документальный, 1965)
- «Человек в рамке» (мультфильм, 1966)
- «Шесть Иванов — шесть капитанов» (мультфильм, 1967)
- «Память» (документальный, 1967)
- «Москва, Москва!» (документальный, 1967)
- «Я вернусь к тебе, Россия» (документальный, 1968)
- «Старая фотография»  (мультфильм, 1971)
- «В тридесятом веке» (мультфильм, 1972)
- «С днём рождения» (мультфильм, 1972)
- «Ковбои в городе» (мультфильм, 1973)
- «Спасибо» (мультфильм, 1973)
- «Зеркало времени» (мультфильм, 1976)
- «Стадион шиворот-навыворот» (мультфильм, 1976)